# 1960年スコーバレーオリンピックのフィンランド選手団
1960年スコーバレーオリンピックのフィンランド選手団（1960ねんスコーバレーオリンピックのフィンランドせんしゅだん）は、1960年2月18日から2月28日までアメリカ合衆国のスコーバレーで開催された1960年スコーバレーオリンピックのフィンランド選手団、およびその競技結果。

## 概要
今大会は金メダル2個、銀メダル3個、銅メダル3個の合計8個のメダルを獲得した。

## メダル
| メダル | 選手名                                                                            | 競技                   | 種目             |
| ------ | --------------------------------------------------------------------------------- | ---------------------- | ---------------- |
| 金     | カレヴィ・ハマライネン                                                            | クロスカントリースキー | 男子50km         |
| 金     | トイミ・アラタロ エーロ・マンティランタ ヴェイノ・フータラ ヴェイッコ・ハクリネン | クロスカントリースキー | 男子4×10kmリレー |
| 銀     | アンティ・チルベイネン                                                            | バイアスロン           | 男子20km         |
| 銀     | ヴェイッコ・ハクリネン                                                            | クロスカントリースキー | 男子50km         |
| 銀     | ニロ・ハロネン                                                                    | スキージャンプ         | 男子80級         |
| 銅     | ヴェイッコ・ハクリネン                                                            | クロスカントリースキー | 男子15km         |
| 銅     | シーリ・ランタネン エーヴァ・ルオッパ トイニ・ポイスチ                            | クロスカントリースキー | 女子3×5kmリレー  |
| 銅     | エービ・フーツネン                                                                | スピードスケート       | 女子3000m        |